# ドッダベッタ

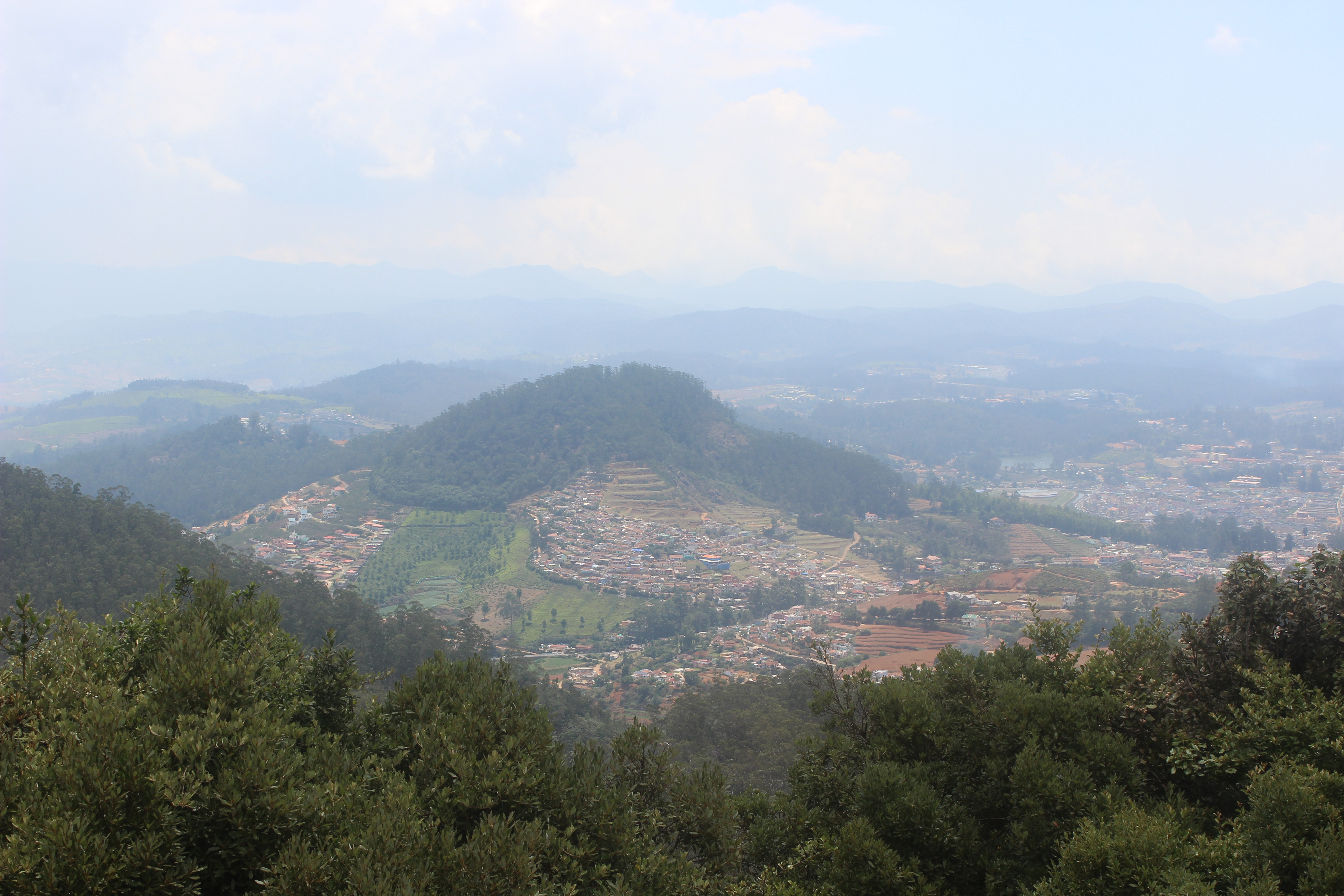
山頂からの眺望。

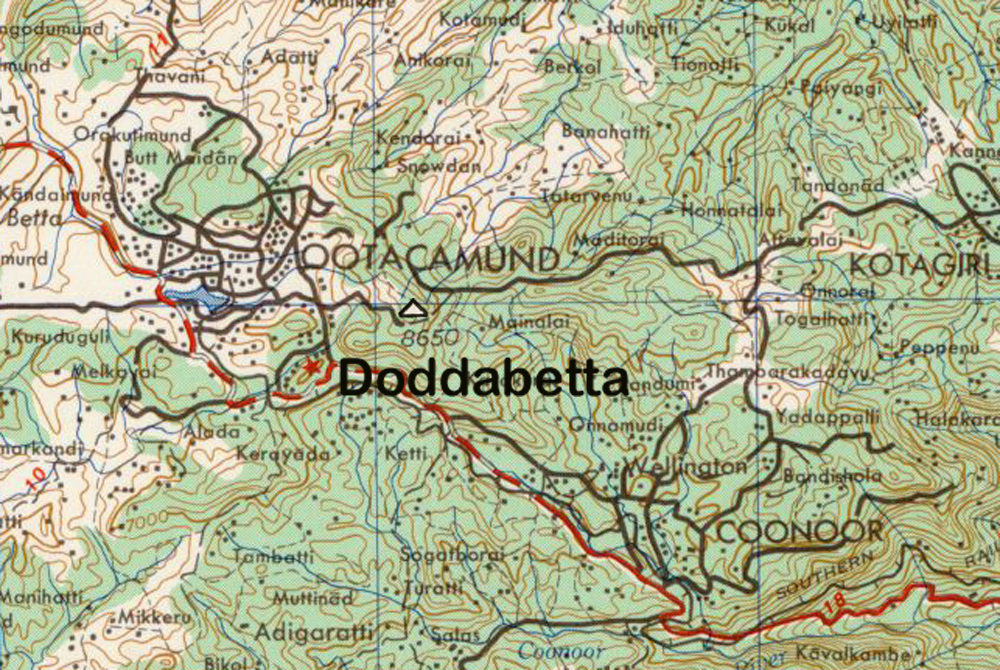
周辺地域の地図。

ドッダベッタ (Doddabetta) は、ニルギリ丘陵の最高峰であり、2,637 メートル（8,652フィート）の標高がある。頂上周辺は、保全林となっている。インド・タミル・ナードゥ州ニーラギリ県に属し、ウダカマンダラム（ウーッティ）の市街地から9キロメートル離れた、ウーッティ＝コタギリ・ロードに沿った位置にある。当地は人気のある観光地となっており、頂上まで道路が通っている。南インドでは、アナムディ、マンナマライ (Mannamalai)、ミーサプリマラに次いで、4番目に標高が高い。ドッダベッタの頂上の西側には、これに近接したピークとしてヘブカ（Hecuba 、2375メートル）、カッタダドゥ（Kattadadu、2418メートル）、クルクディ（Kulkudi、2439 m）の3峰がドッダベッタに近い位置にある。

## 植生
ドッダベッタ周辺はほとんどが森林になっている。斜面の空間は、ショーラ林が覆っている。やや発育不全のツツジの木が、粗い草の間に生えており、山頂のすぐ近くまで、花が咲く低木や草本が広く見られる。

## 望遠鏡館
ドッダベッタの山頂には展望台となっている望遠鏡館があり、望遠鏡2台が公開されている。この施設は1983年6月18日に開館し、タミル・ナードゥ州観光開発公社 (TTDC) が運営に当たっている。2001年から2002年にかけて、観光シーズンには1日あたり3500人、オフシーズンでも1日あたり700人が望遠鏡を利用した。